# Gaetano e Pietro Sgarabotto

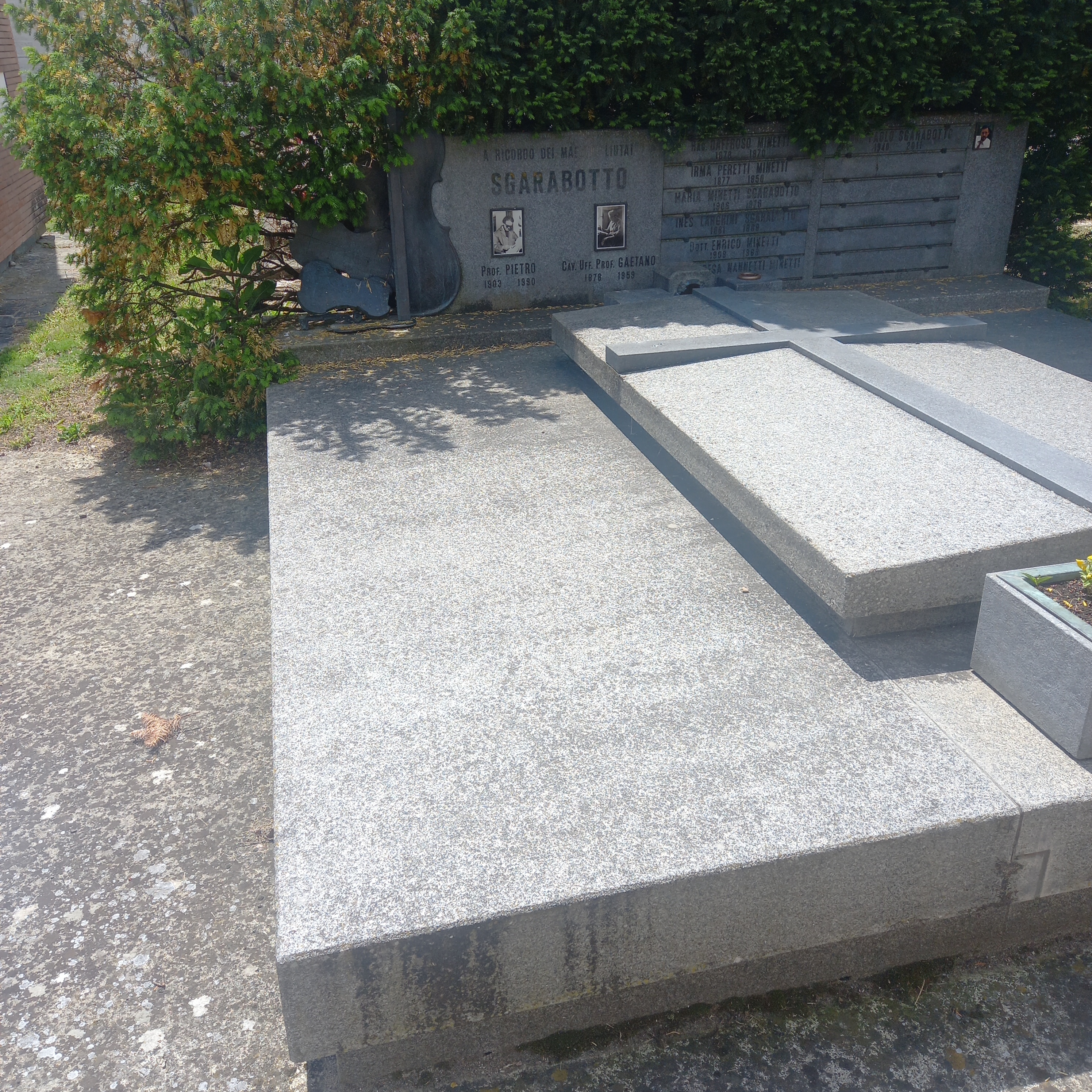
La tomba di Gaetano e Pietro Sgarabotto nel Cimitero della Villetta a Parma

Gaetano Sgarabotto (Vicenza, 1878 – 1959) e 
il figlio Pietro Sgarabotto (Milano, 1903 – 1990) in pensione dal 1971, sono stati due liutai di scuola italiana.

## Biografie
Gaetano iniziò la propria attività a Vicenza, dove lavorò per molti anni prima di trasferirsi a Milano nel 1901 per lavorare con Leandro Bisiach. Si spostò poi a Parma nel 1926, dove rimase quasi senza interruzioni fino alla sua morte nel 1959.
Il figlio, Pietro, seguì le orme del padre diventando anche lui un liutaio di successo. Tutt'oggi si parla con grande ammirazione della prestigiosa dinastia dei liutai Sgarabotto. Ciò fa riferimento sia alla presenza dei due maestri, sia al loro lavoro di insegnanti per nuove generazioni di liutai come Zamberti, Luigi Lanaro e Dirlotti.
L'attività degli Sgarabotto influì profondamente sulle scuole di liuteria di Parma, Cremona e altrove.
Il lavoro degli Sgarabotto come liutai può essere facilmente riconosciuto per la cura nella scelta dei materiali, per la lavorazione esclusivamente manuale in ogni fase della costruzione degli strumenti e per la precisione di ogni dettaglio.
L'arte liutaia del padre Gaetano ha un tocco più leggero, mentre quella del figlio Pietro è più marcata.

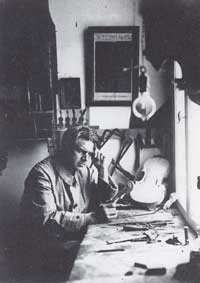
Gaetano Sgarabotto nel suo laboratorio (1929)